# Steve Valentine
Steve Valentine (ur. 26 października 1966) – brytyjsko-amerykański aktor, magik, muzyk.
W serialu Jordan grał rolę doktora Nigela Townsenda. Występował również w filmach: Marsjanie atakują! (1996), Spider-Man 3 (2007). Gościnnie pojawiał się w serialach: Dr House, Detektyw Monk, Orły z Bostonu, Czarodziejki, Dharma i Greg, JAG − Wojskowe Biuro Śledcze.

## Filmografia
- Santa with Muscles (1996) − jako dr Blight
- Marsjanie atakują! (1996) − jako reżyser telewizyjny
- Ten pierwszy raz (1997) − jako Ponytail Guy
- The Shrunken City (1998) − jako Ood Leader
- Muza (1999)
- Foreign Correspondents (1999) − jako Ian
- King of the Open Mic's (2000) − jako agent
- Tajemniczy ogród (2000) − jako Ellington
- Gabriela (2001) − jako Steven
- Jordan (2001–2008) − jako Nigel Towsend
- Dead End (2003) − jako mężczyzna w czerni
- Spider-Man 3 (2007) − jako fotograf
- Remembering Phil (2008) − jako Miles Delaney
- Dzwoneczek (2008) − jako Minister Wiosny
- Czarodzieje z Waverly Place: Film (2009) − jako Archie
- Ja w kapeli (2010) – jako Derek Jupiter
- Liceum Avalon (2010) jako pan Moore
- Straszny dwór (2011) – on sam na TV4
- Teen Beach Movie (2013) jako Les Camembert
- Supernatural (2013) jako szef kuchni Leo (5 odcinek 9 sezonu)

## Role z gier komputerowych
- Dragon Age: Początek (2009) jako Alistair Theirin
- Uncharted 2: Pośród złodziei (2009) jako Harry Flynn
- Dragon Age II (2010) jako Alistair Theirin
- Dragon Age: Inkwizycja (2014) jako Alistair Theirin